# Blackwater National Wildlife Refuge
Das Blackwater National Wildlife Refuge ist ein Nationalpark (National wildlife refuge) in den Vereinigten Staaten, der auf der Westseite der Delmarva-Halbinsel im Dorchester County des Bundesstaats Maryland liegt und vom United States Fish and Wildlife Service geleitet wird. Die nächstgelegene Stadt ist Cambridge, die in einer Entfernung von ca. 15 Kilometer im Norden liegt. In einer Entfernung von 20 Kilometern befindet sich die Chesapeake Bay im Westen. Baltimore ist etwa 100 Kilometer entfernt im Nordwesten.

## Geschichte
Das Blackwater National Wildlife Refuge wurde 1933 in erster Linie als Schutzgebiet für Zugvögel gegründet. Es wird vom Blackwater River und dem Little Blackwater River gespeist. Der Name Blackwater stammt von der schwärzlichen Gewässerfarbe der örtlichen Flüsse, die durch Tannine und Sedimente verdunkelt sind. Die Stoffe werden aufgenommen, wenn das Wasser durch Torfböden in den Sümpfen fließt. Erste Bewohner der Gegend waren die Nanticoke-Indianer, von denen einige Nachkommen inzwischen auf den weiter westlich gelegenen Inseln im Dorchester County leben. Zeitweise wurden auf dem Gelände Pelztierfarmen betrieben, in denen Bisamratten (Ondatra zibethicus) und Nutrias (Myocastor coypus) gezüchtet wurden. Nach Aufgabe der Farmbetriebe wurden frei lebende Nutrias aufgrund ihrer zerstörerischen Wirkung auf die Pflanzen der Feuchtgebiete beseitigt, da sie als Neobiota auch nicht zu den heimischen Arten zählen.
Die Region ist auch in Ereignisse des Amerikanischen Bürgerkriegs und der Bürgerrechtsgeschichte involviert. Das Blackwater National Wildlife Refuge wird als ehemaliger Zufluchtsort für entkommene Sklaven angesehen, die von Harriet Tubman im Rahmen des Schleusernetzwerks Underground Railroad dort versteckt wurden. Tubman verbrachte ihre Kindheit als Sklavin auf Bauernhöfen in der Region und überprüfte Bisamratten-Fallen entlang des Little Blackwater River. 2013 eröffnete der amerikanische Präsident Barack Obama das Harriet Tubman Underground Railroad National Monument im Harriet Tubman Underground Railroad National Historical Park, der an das Blackwater National Wildlife Refuge angrenzt und ebenfalls vom United States Fish and Wildlife Service verwaltet wird.

## Parkbereiche
Der ca. 11,7 Hektar große Wildpark enthält verschiedenartige Lebensräume, überwiegend jedoch Flussufer- und Feuchtgebiete. Das Gelände wird von mehreren Wegen (Trails) durchzogen, die zu Fuß begangen werden können. Die Wege dürfen nicht verlassen werden. Hunde von Parkbesuchern sind nicht zugelassen. Am Parkeingang befindet sich ein Informationszentrum, in dem die Besucher detaillierte Informationen zur Geschichte sowie zur Tier- und Pflanzenwelt des Wildparks erhalten. Bis zum Informationszentrum sind auch Kraftwagen zugelassen.

## Flora und Fauna
Neben einer Fülle von typischen Feuchtgebietspflanzen wurden im Blackwater National Wildlife Refuge auch ca. 250 Vogelarten, darunter viele Zugvögel nachgewiesen. Eine Besonderheit im Park stellt das Delmarva fox squirrel (Sciurus niger cinereus), eine Unterart des Fuchshörnchens (Sciurus niger) dar. Es fällt durch sein silbergraues Fell auf und war lange Zeit eine gefährdete Art. Aufgrund intensiver Schutzmaßnahmen, im Besonderen auch im Blackwater National Wildlife Refuge, konnte der Gefährdungsstatus wieder aufgehoben werden.

## Jagd
Im Gebiet ist die Jagd auf Sika- (Cervus nippon) und Weißwedelhirsche (Odocoileus virginianus) während der Jagdsaison von September bis Januar gemäß den Vorschriften des Wyoming Game and Fish Department möglich. Der U.S. Fish and Wildlife Service hat auch einen Angel- und Fischereiplan für den Komplex der Chesapeake Marshlands National Wildlife Refuges in Maryland veröffentlicht, zu dem auch das Blackwater National Wildlife Refuge gehört. Wasservögel können von Oktober bis Januar gejagt werden, Wildtruthühner (Meleagris gallopavo) im April und Mai. Besondere Tage sind für jugendliche Jäger im Alter von maximal 16 Jahren reserviert.

## Veranstaltungen
Im Blackwater National Wildlife Refuge werden in jedem Jahr Sonderveranstaltungen durchgeführt. Dazu zählt beispielsweise das Eagle Festival, bei dem die Beobachtung von Weißkopfseeadlern (Haliaeetus leucocephalus) und Fischadlern (Pandion haliaetus) im Mittelpunkt steht. Beide Arten wurden in den 1950er und 1960er Jahren durch die schädlichen Auswirkungen von DDT-Pestiziden durch Biomagnifikation dezimiert. Das Blackwater National Wildlife Refuge hat sich an Schutzprogrammen beteiligt, die die Ausbreitung der Vögel in den Feuchtgebieten Marylands wiederherstellte. Nach dem Verbot von DDT erholten sich die Populationen wieder und sind nicht mehr gefährdet. An geeigneten Stellen im Park werden weiterhin Nisthilfen für die Adler angeboten.
Jedes Jahr nehmen viele Maryland-Studenten am Federal Junior Duck Stamp Program teil. Dabei unterrichten sie in Schulen die Schüler über Wasservögel, Feuchtgebietsökologie und Wildtierschutz. Die Schüler werden dann ermutigt, bestimmte Wasservogelarten zu erforschen und künstlerisch darzustellen.

## Galerie
Nachfolgende Bildreihe zeigt einige Vogelarten aus dem Park:

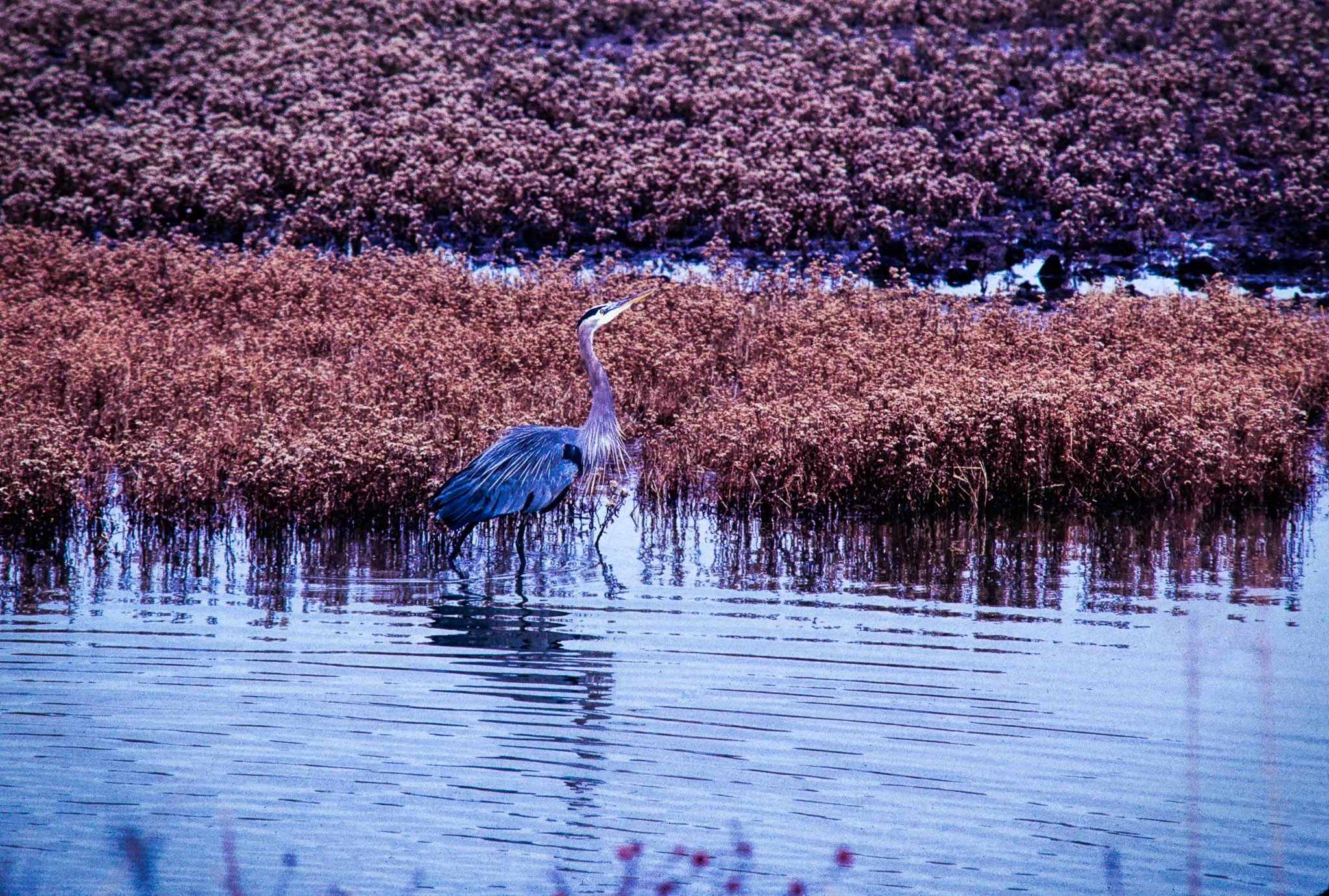
Kanadareiher
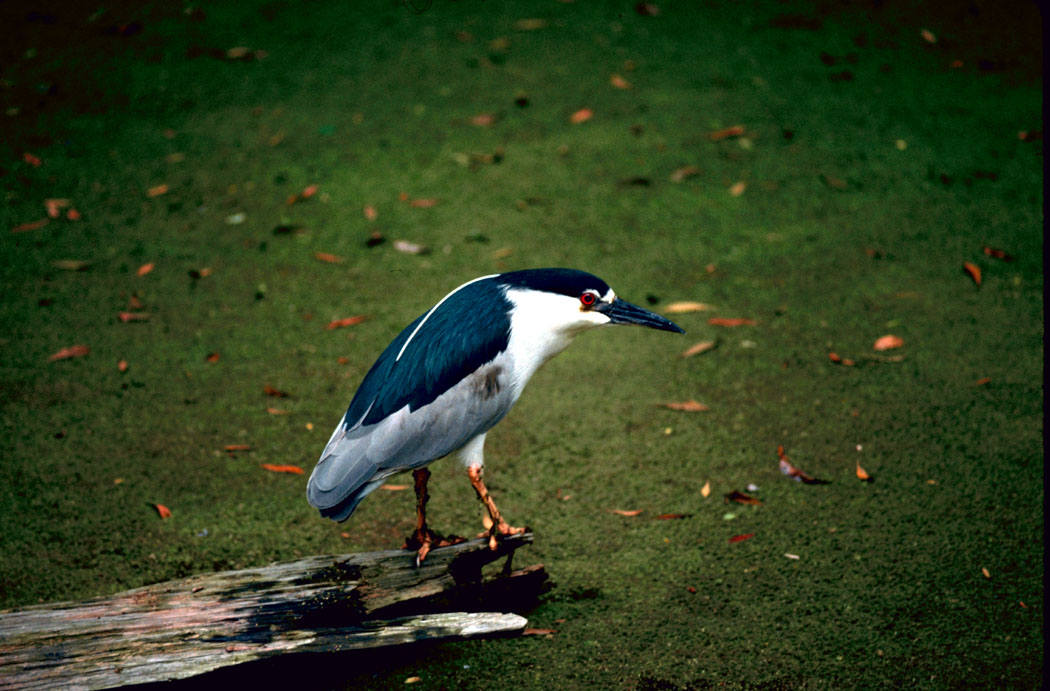
Nachtreiher
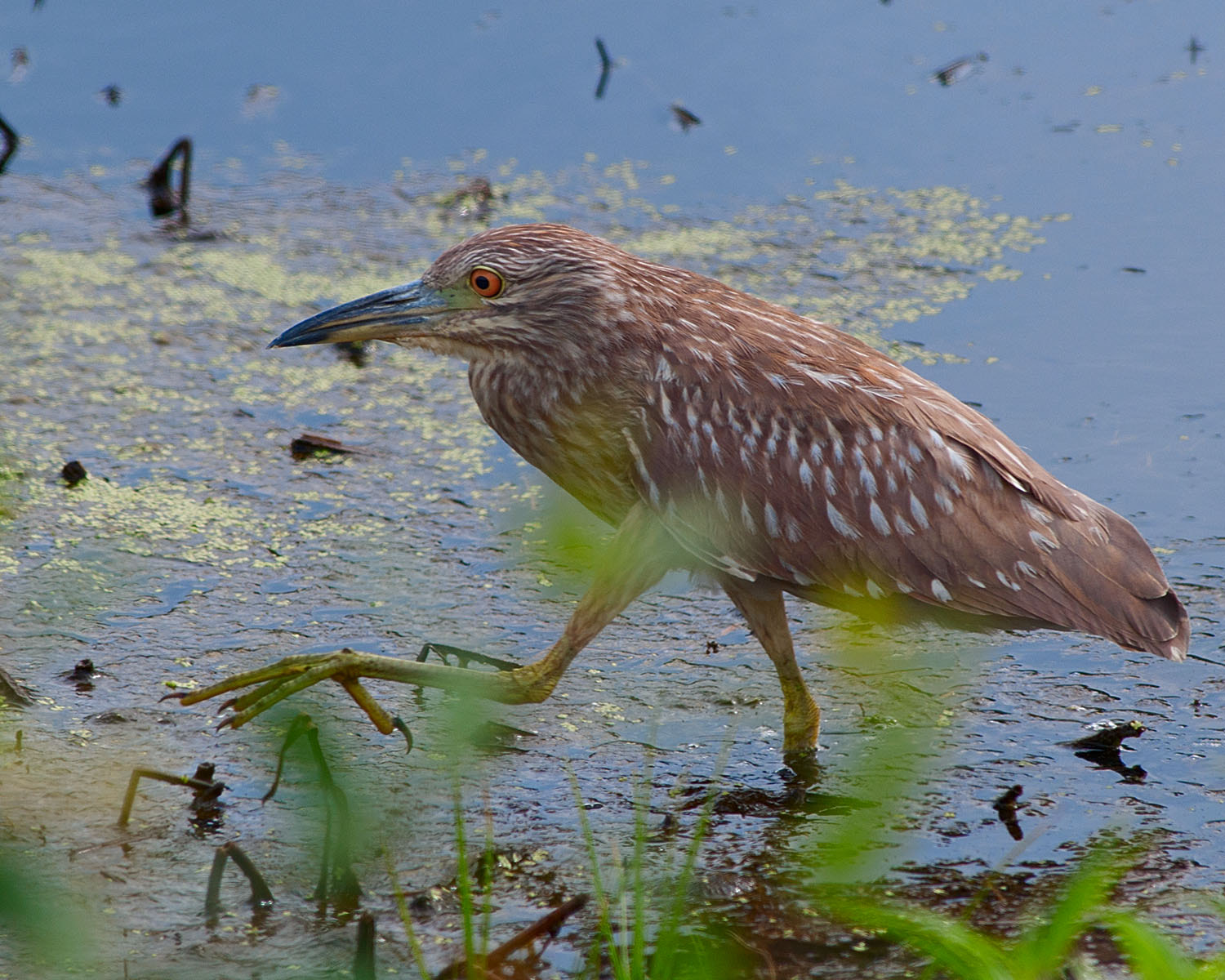
Nordamerikanische Rohrdommel
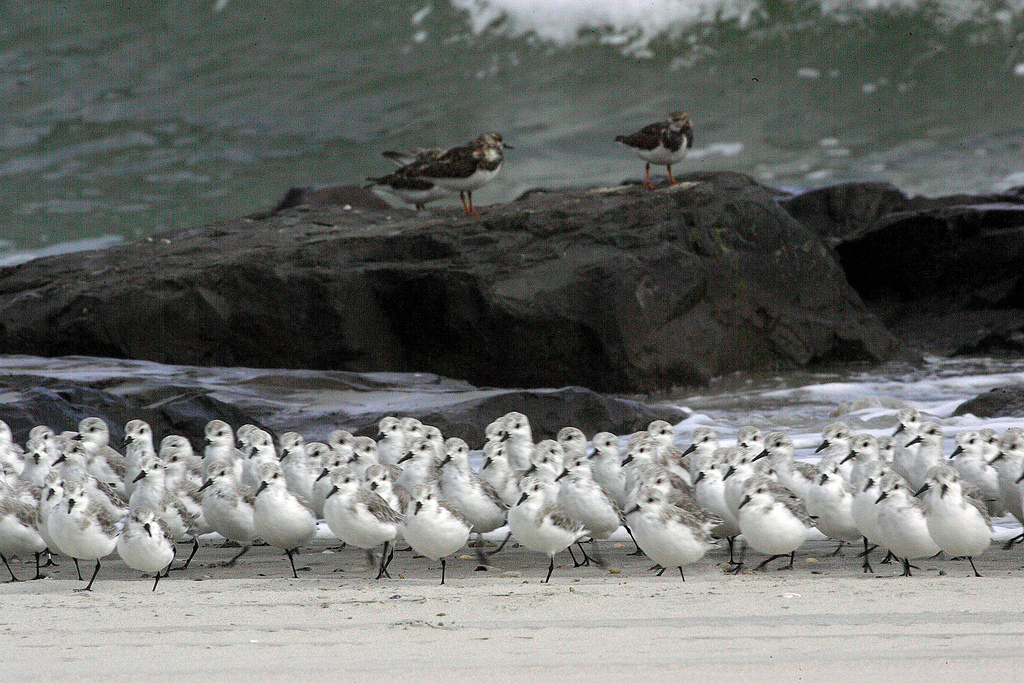
Sanderlinge und Steinwälzer
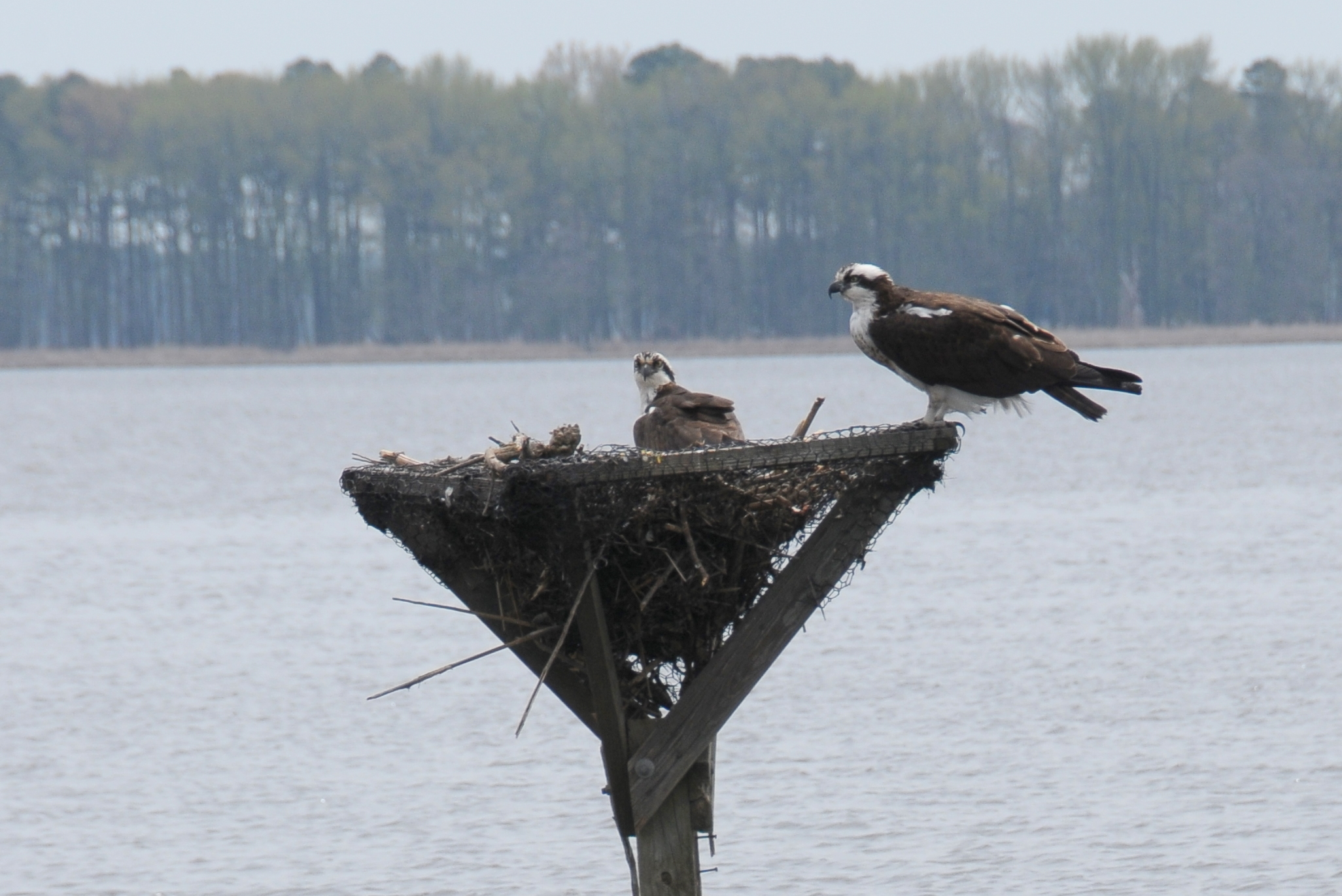
Fischadler auf Nesthilfe
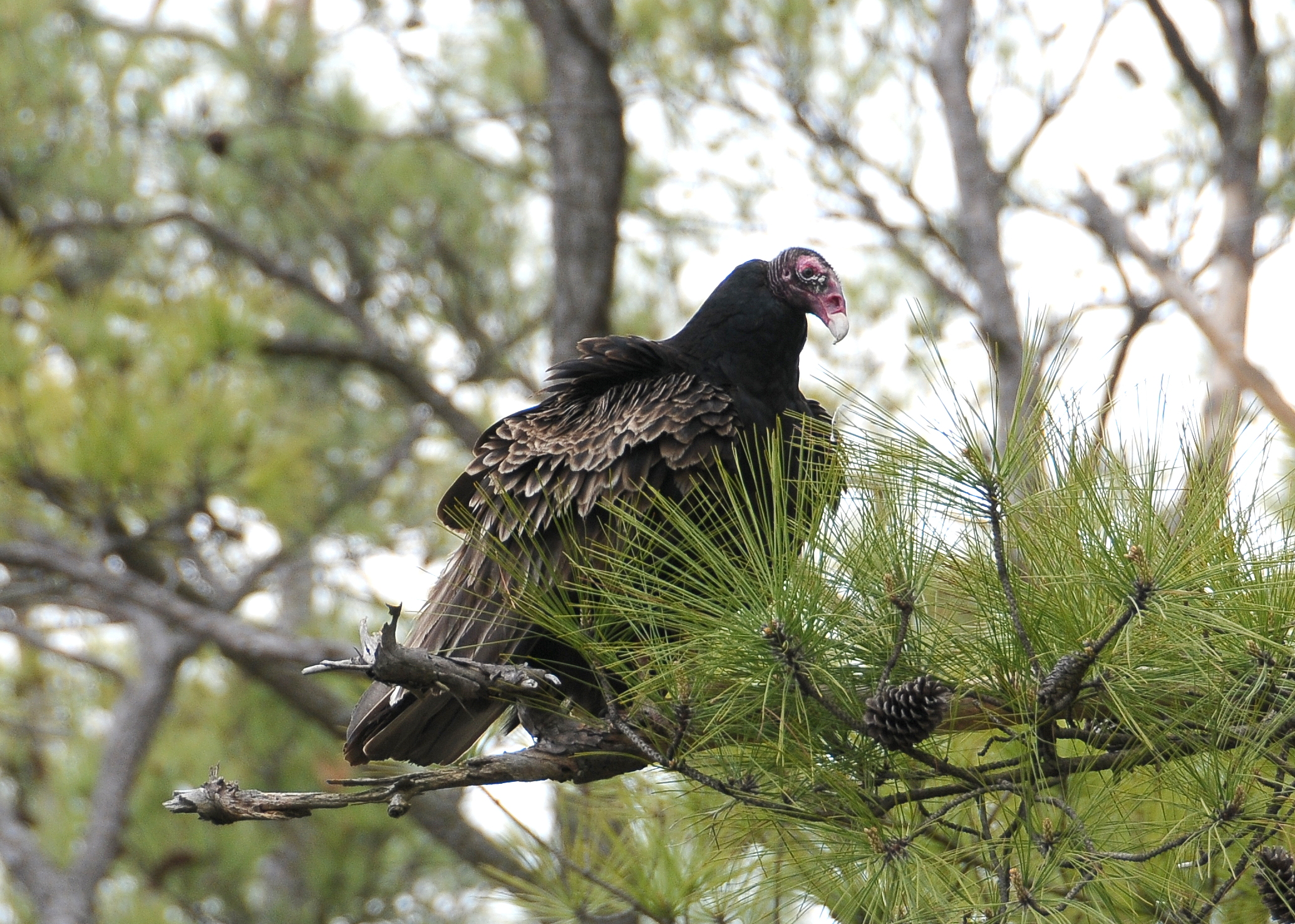
Truthahngeier
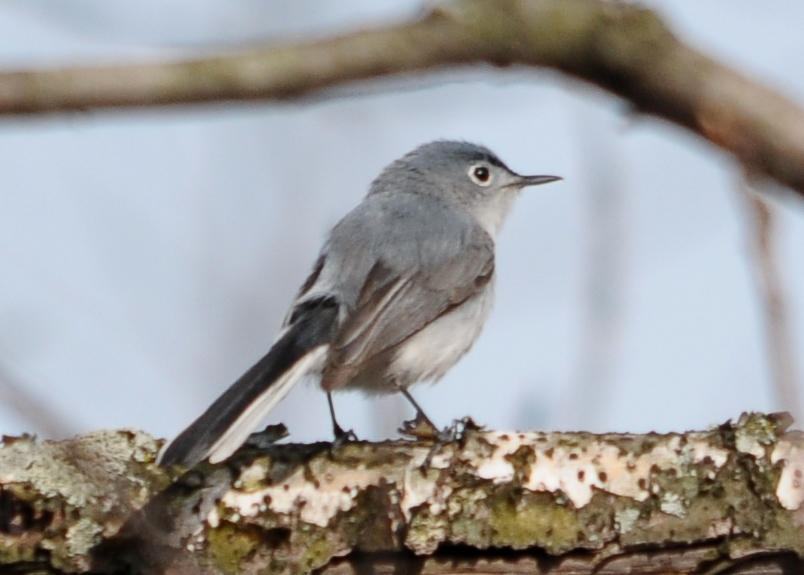
Blaumückenfänger
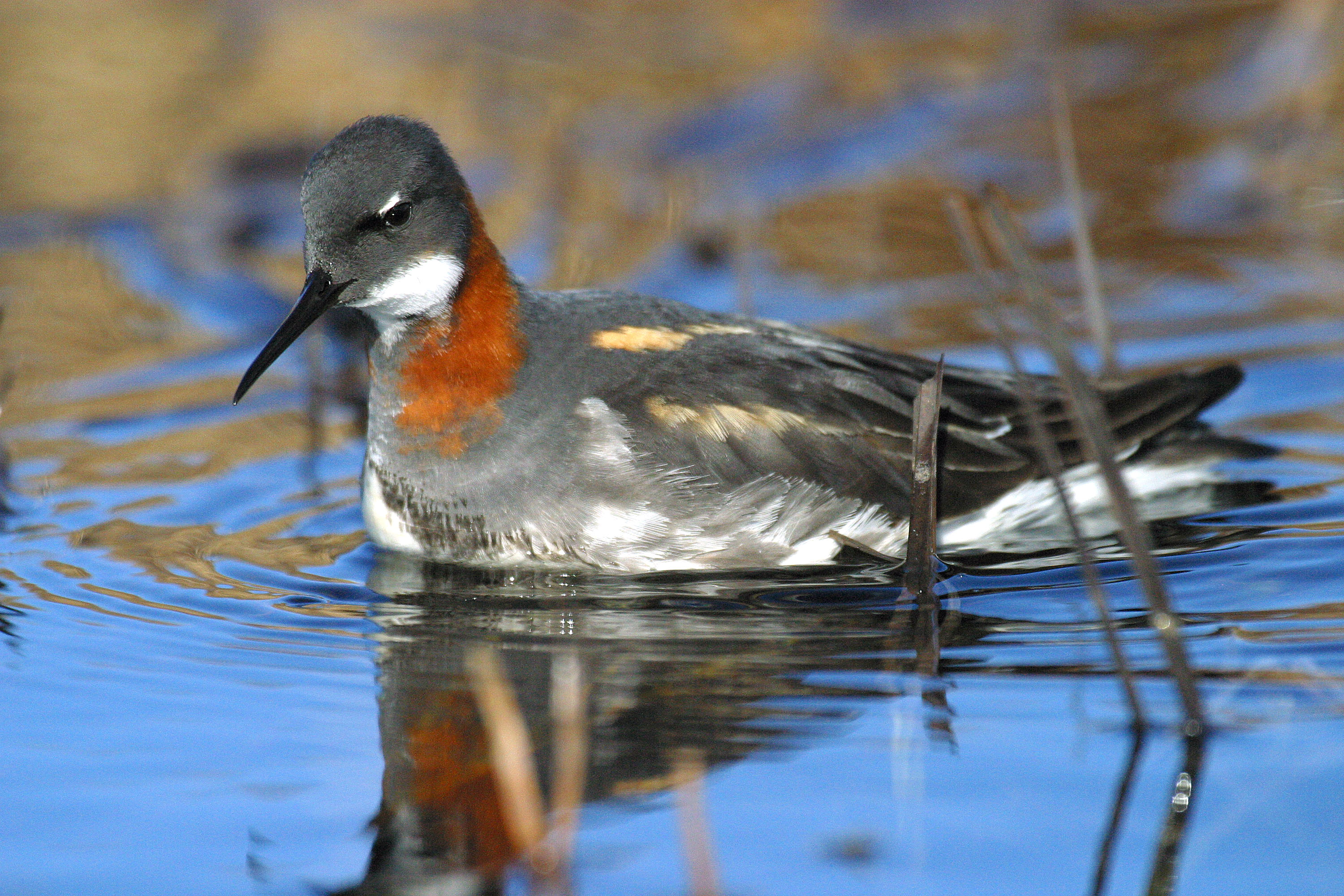
Odinshühnchen
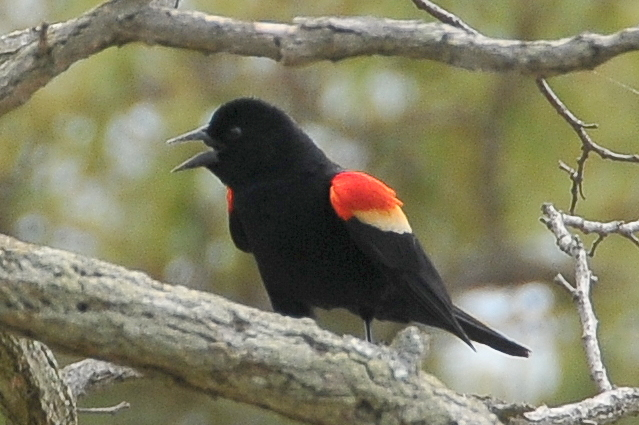
Rotflügelstärling
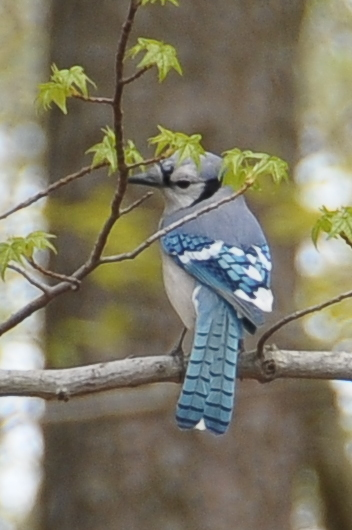
Blauhäher